# Доктор Дум вне комиксов
Доктор Дум (англ. Doctor Doom) — суперзлодей, появляющийся в американских комиксах издательства Marvel Comics. С момента его первого появления в The Fantastic Four #5 (Июль 1962) он стал заклятым врагом Фантастической четвёрки и участвовал практически во всех СМИ, связанных с этой командой, включая мультсериалы, видеоигры и художественные фильмы. Как правило он изображается как правящий монарх вымышленного государства под названием Латверия, а также предстаёт антагонистов для других супергероев, таких как Человек-паук, Железный человек, Халк и Мстители.

## Телевидение

Доктор Дум в мультсериале «Супергерои Marvel» (1966)

- Первое появление Доктора Дума на телевидение состоялось мультсериале «Супергерои Marvel» 1966 года, где он дебютировал в сегменте о Подводнике, в эпизоде «День доктора Дума», где его озвучил Генри Рамер[1].

Доктор Дум в мультсериале «Фантастическая четвёрка» (1994)

- В мультсериале «Фантастическая четвёрка» 1967 года Доктор Дум фигурирует в эпизодах «Как всё началось», «Три предсказания Доктора Дума» и «Микро-мир Доктора Дума», где его озвучил Джозеф Сирола[1].
- Джон Стивенсон озвучил Доктора Дума в мультсериале «Фантастическая четвёрка» 1978 года[1], где тот появляется в эпизодах «Фантастическая четвёрка встречает Доктора Дума» и «Последняя победа Доктора Дума».
- Доктор Дум появляется в шести эпизодах мультсериала «Человек-Паук» 1981 года, а именно: «Доктор Дум — господин мира», «Диктатор мира», «Азбука судьбы», «Пушка Дума», «Роковое сообщение» и «Конец Доктора Дума». Его озвучивает Ральф Джеймс[1], подражая манере речи Дарта Вейдера. В мультсериале присутствует сюжетная линия о повстанцах в Латверии, намеревающихся свергнуть Дума. На протяжении этих эпизодов Думу удаётся обмануть других людей, в частности Джей Джону Джеймсона, притворившись миролюбивым правителем и международным гуманистом.

- В мультсериале «Фантастическая четвёрка» 1994 года Доктор Дум был озвучен Джоном Верноном в эпизоде «Маска Доктора Дума: Часть 1»[1], Нилом Россом в других сериях 1-го сезона[1] и Саймоном Темплманом во 2-го сезоне[1]. В трёхсерийном эпизоде «Маска Доктора Дума» он захватывает в плен Фантастическую четвёрку и заставляет Мистера Фантастика, Человека-факела и Существо отправиться в Древнюю Грецию и добыть для него гроб Аргоса. В эпизоде «Серебряный Серфёр и возвращение Галактуса» он крадёт силы Серебряного Сёрфера, однако Фантастическая четвёрка обманом заманивает его в открытой космос, где Галактус возвращает Космическую силу её прежнему владельцу. В эпизоде «И слепец поведёт их» Дум лишает сил Фантастическую четвёрку. В серии «Зелёный кошмар» он приказывает Халку напасть команду. В финалом эпизоде сериала «Судный день» он вновь приобретает Космическую силу, но становится жертвой силового барьера, который возвёл Галактус дабы предотвратить попытки Серебряного Сёрфера покинуть Землю.
- Доктор Дум появляется в двух эпизодах мультсериала «Невероятный Халк» 1996 года, где его, как и в мультсериале «Фантастическая четвёрка» 1994 года озвучил Саймон Темплмен[1]. В эпизоде «Обречённый», Доктор Дум отправляет группу роботов пленить Брюса Бэннера в Вашингтоне (округ Колумбия) и, в конечном итоге, захватывает его кузину Дженнифер Уолтерс. Выяснилось, что Совет Безопасности ООН обвинил Дума в военных преступлениях и подал прошение о его выдаче. В ответ Доктор Дум окружает город силовым полем, и требует, чтобы США прекратили все враждебные действия по отношению к нему и Латверии, иначе он выпустит Халка в город. Когда президент США отказывается от его требований, Дум выполняет свою угрозу и отправляет Халка разрушить Капитолий Соединённых Штатов. Без ведома Доктора Дума Бэннер сделал переливание крови, чтобы спасти жизнь Дженнифер, которая превращает её в Женщину-Халка и вместе они побеждают Дума. В эпизоде «Голливудские скалы» Доктор Дум возвращается, чтобы отомстить Бэннеру и Женщине-Халку и вернуть себе титул монарха Латверии.
- Доктор Дум, озвученный Томом Кейном[1], появляется в трёхсерийном эпизоде «Секретные войны» 5-го сезона мультсериала «Человек-паук» 1994 года, где он, наряду с некоторыми другими суперзлодеями был выбран Потусторонним для покорения внеземных цивилизаций. Он захватил территорию Доктора Осьминога и переименовал её в Новую Латверию. Казалось бы, он создал утопию, где все его подданные жили в мире и гармонии. Он даже похитил Существо, чтобы вернуть ему человеческий облик. На самом деле он хотел украсть силу Потустороннего. В итоге ему не удалось совладать с этой силой и после победы Человека-Паука и его союзников он был возвращён на Землю.

Доктор Дум в мультсериале «Фантастическая четвёрка: Величайшие герои мира» (2006)

- Пол Добсон озвучил Доктора Дума в мультсериале «Фантастическая четвёрка: Величайшие герои мира» 2006 года[1]. В прошлом он спонсировал экспедицию в космос, в ходе которой экипаж корабля подвергся космическому облучению, что привело к созданию Фантастической четвёрки и его собственному превращению в Доктора Дума. Будучи морахом Латверии, Виктор фон Дум обладает дипломатической неприкосновенностью как глава государства, что не позволяет американским властям арестовать его. Он проживает в посольстве Латверии, охраняемой Думботами крепости. В пилотной серии «Судный день», Дум фальсифицирует записи Рида Ричардса, в соответствии с которыми тот якобы преднамеренно подверг своих товарищей по команде воздействию космических лучей. В эпизоде «В теле Дума», Дум меняется телами с Ричардсом и пытается разрушить его репутацию. В эпизоде «Наживка и обман», Думу удаётся проникнуть в Негативную зону, в попытках отыскать неизвестный объект огромной силы и украсть его из другого измерения. В эпизоде «Аннигиляция», он заключает союз с Аннигилусом против Фантастической четвёрки, однако затем предаёт повелителя Негативной зоны. В серии «Нити», Существо обвиняет Дума в недавних неудачах команды, после чего разгневанный монарх приказывает Думботам вывести Гримма из посольства. В серии «Новый роковой день», Дум запускает здание Бакстера в космос, надеясь оставить Фантастическую четвёрку умирать на орбите. В эпизоде «Вне времени», Дум предупреждает себя в прошлом о последующих событиях с помощью путешествия во времени, в результате чего Виктор из прошлого прервал космический запуск из-за чего Фантастическая четвёрка прекратила своё существование, однако героям удаётся восстановить искажённую реальность. В серии «Мошенничество», Доктор Дум противостоит Фантастической четвёрке и Железному человеку. В эпизоде «Слово Дума — закон», доктор Дум конструирует Думбота с искусственным интеллектом, однако узнав о злодеяниях своего создателя, тот переходит на сторону его врагов.
- Доктор Дум появляется в мультсериале «Супергеройский отряд», озвученный Чарли Эдлером[1]. В 1-го сезоне он охотится за Мечом Бесконечности и нанимает злодеев с целью его добычи, в частности МОДОКа и Мерзость. Потерпев поражение, он попадает в тюрьму. Во 2-м сезоне он сбегает из тюрьмы и стремится завладеть Мечом Бесконечности и Камням Бесконечности, выступая в качестве второстепенного злодея, прежде чем его снова ловят и сажают в тюрьму в финале сериала.
- Кристофер Бриттон озвучил Доктора Дума в мультсериале «Железный человек: Приключения в броне»[1]. В этом мультсериале броня Дума была отмечена как передовое чудо техники, поскольку, на контрасте с ней, Тони Старк назвал свои доспехи «тостером с оружием». Виктор фон Дум представлен как член королевской семьи Латверии. Он был женат, однако, в результате несчастного случая произошедшего в Латверии вся его семья погибла, а лицо Виктора было изуродовано шрамами. В эпизоде «Мощь Дума» Доктор Дум прибывает в Нью-Йорк, чтобы встретиться с Обадайей Стейном для получения характеристик брони Железного человека из украденных файлов и взамен улучшить генератор Стейна. В эпизоде «Судный день», Железный Человек объединяется со своим врагом Мандарином, чтобы остановить Доктора Дума, прежде чем тот захватит девятое кольцо и отца Тони. По окончании сражения, Дум попадает в ловушку в измерение Йогтула.

Доктор Дум в мультсериале «Мстители: Величайшие герои Земли» (2010)

- Доктор Дум, озвученный Лексом Лэнгом[1], появляется в мультсериале «Мстители: Величайшие герои Земли». Он дебютирует в первом эпизоде 2-го сезона «Личная война Доктора Дума», где посылает Люсию фон Бардас и армию Думботов атаковать Особняк Мстителей и Здание Бакстера, чтобы захватить Женщину-невидимку и Осу. Доктор Дум без особых усилий побеждает как Мстителей, так и трёх оставшихся членов Фантастической четвёрки, прибывших на спасение своих товарищей. Завершив сканирование обеих женщин, Дум освобождает их и позволяет героям покинуть свою территорию. Из полученных данных Дум узнаёт, что Сьюзан Шторм на самом деле является замаскированным Скруллом. В эпизоде «Внедрение» Доктор Дум передаёт Тони Старку чип, позволяющий вычислить остальных Скруллов. Старк спрашивает, поможет ли тот ему в предстоящей битве, но Дум заявляет, что «это ниже его достоинства» и уходит. Дум эпизодически фигурирует в серии «Император Старк», где он отбивается в своём тронном зале от дронов Железного человека и Тора, находящихся под контролем Пурпурного человека.

Доктор Дум в мультсериале «Великий Человек-паук» (2012)

- Морис Ламарш озвучил Доктора Дума в мультсериале «Великий Человек-паук» 2012 года[1]. В эпизоде «Обречены!» Человек-Паук, Силач, Железный Кулак, Нова и Белая Тигрица направляются в Латверию, чтобы захватить Доктора Дума и проявить себя перед Ником Фьюри, поскольку Дум возглавляет список самых разыскиваемых преступников Щ.И.Т.а. Выясняется, что противником, с которым они сражались на самом деле был Думбот, тогда как настоящий Дум просканировал их слабые стороны на случай будущих столкновений. В эпизоде «Не игрушка», Человек-паук случайно забрасывает Щит Капитана Америки в посольство Латверии, после чего пытается забрать его у Доктора Дума вместе с владельцем щита. Несмотря на взятие под стражу в финале эпизода, Доктор Дум утверждает, что сотрудники его посольства освободят его к наступлению ночи, а затем депортируют обратно в Латверию. Кроме того, Доктор Дум кратко появляется в сериях «Жукомания», «Погром», «Я — Человек-Паук», «Возвращение Песочного человека» и «Новые воины».
- Ламарш повторил свою роль в мультсериале «Мстители, общий сбор!». Сначала он появляется в качестве камео в эпизоде «Протокол Мстителей. Часть 2», где Красный череп вербует его в команду Заговорщики, а затем в эпизоде «Надежда призраков», в котором его сражение с Халком показано в видеозапаси. В эпизоде «Змей Дума», Он получает оружие Улика Кодгель после битвы Тора с последним. Потерпев поражение, он и Змей Мидгарда были изгнаны Мстителями в Нижнее Царство с помощью межпространственного портала Улика. В эпизоде «Думрушитель» Доктор Дум берёт под свой контроль Разрушителя, используя его для нападения на агентов ГИДРЫ и А.И.М., а затем на Мстителей, но со временем теряет контроль над ним и едва не разрушает собственное государство. В итоге Доктор Дум отклоняет благотворительное предложение Железного человека о помощи в Латверии и приказывает Мстителям уйти, поскольку у них нет полномочий задерживать его. В эпизоде «Планета Дума», Доктор Дум возвращается в прошлое и предотвращает формирование Мстителей, изменив ключевые события в истории, что позволяет ему захватить мир, уничтожая все болезни, разрешив проблему голода и прекращая все конфликты, однако, незатронутый земными событиями Тор, заручившись поддержкой товарищей супергероев срывает замысел Дума и восстанавливает реальность. В эпизоде «Посол» начальство Щ.И.Т.а поручает Фьюри и Мстителям защищать Дума, пока тот выступает перед ООН. Впоследствии Дум, по всей видимости, получает ранение, когда на него нападают Гиперион, МОДОК, Дракула, Аттума и Красный череп, однако на деле это нападение оказывается уловкой, чтобы Дум мог попасть в логово Мстителей. Вернувшись в Латверию, он обнаруживает, что загруженная им информация была троянским конём, поскольку Мстители догадывались о его намерениях. Затем Железный человек заявляет Думу, что если тот снова покинет Латверию, он будет арестован, поскольку Виктор потерял дипломатическую неприкосновенность при попытке украсть свою базу данных. Затем программа «Троянский конь» отключает электросеть Доктора Дума на несколько недель.
- Доктор Дум, вновь озвученный Морисом Ламаршем, появляется в мультсериале «Халк и агенты У.Д.А.Р.», в эпизоде «Красный Роувер». Доктор Дум захватывает Красного Халка, когда тот по незнанию оказывается в Латверии в рамках своего плана по поиску другого места для ДиноДьявола. Используя больший боевой костюм, Дум пытается поглотить гамма-энергию Красного Халка, но вмешавшийся ДиноДьявол освобождает своего напарника. Они сбегают из Латверии и возвращаются в Виста-Верде, но Доктору Думу удаётся догнать их, после чего агенты У.Д.А.Р.а присоединяются к битве. Во время боя Дум оказывается на базе Гамма и встречает Лидера, который предлагает союз в обмен на его освобождение, но Доктор Дум отказывается, заявляя, что он объединяется только с величайшими злодеями. С помощью ДиноДьявола агенты У.Д.А.Р.а отключают боевой костюм Дума, и Халк запускает Доктора Дума в атмосферу. Доктор Дум кратко появляется в эпизоде «День Бэннера», когда Бетти Росс упоминает, что она использовала информацию, собранную ведущими учёными, такими как Тони Старк, Рид Ричардс, Лидер и Дум, для разработки сыворотки, чтобы превратить Халка обратно в Брюса Бэннера.

## Кино

### Художественное
- В невышедшем фильме «Фантастическая четвёрка» роль Доктора Дума исполнил Джозеф Калп[2]. В прошлом Виктор был однокурсником Рида Ричардса по колледжу. Когда молодые люди попытались присвоить энергию пролетающий рядом с Землёй кометы под названием «Колосс», Виктор получил серьёзные ранения и был доставлен обратно в Латвию в целях «лечения». Десять лет спустя возродившийся Доктор Дум похитил Алисию Мастерс и пригрозил убить её и разрушить Нью-Йорк, бросив вызов недавно сформированной Фантастической четвёрке. Оказавшись в замке Дума, Рид и его товарищи были обезврежены одной из машин Дума, однако Ричардс использовал свои эластичные способности, чтобы ускользнуть от силового поля, удерживавшего их в плену, и использовал предназначенный для кражи их сил лазер против ограничивающего устройства. В развернувшейся битве между старыми друзьями Рид победил Дума, в результате чего тот разбился насмерть, упав с большой высоты, несмотря на попытки Рида спасти его. Тем не менее, через какое-то время его перчатка начинает двигаться сама по себе.

Доктор Дум в исполнении Джулиана Макмэхона в фильме «Фантастическая четверка» (2005)

- В фильме «Фантастическая четвёрка» Виктор фон Дум, роль которого исполнил актёр Джулиан Макмэхон[3], — преуспевающий промышленный магнат, управляющий «Von Doom Industries», старый школьный приятель, а ныне конкурент Рида Ричардса, начальник и жених его бывшей подруги — Сьюзан Шторм, которая работает в фирме Виктора старшим научным советником. Видя коммерческую выгоду в проекте Рида по исследованию исследования космических лучей, Виктор соглашается обеспечить Рида финансированием и оборудованием, предварительно выговорив для себя львиную долю возможной прибыли, и сам отправляется вместе с будущей Фантастической четвёркой на орбиту Земли, в созданной им по последнему слову техники космической станции. Тем не менее, лучи достигают их раньше, чем ожидалось, и хотя Виктор успевает законсервировать себя защитными экранами в центре управления, он подвергается воздействию опасного излучения, как и остальные. Впоследствии Дум начинает превращаться в существо, целиком состоящее из органической стали, превышающей по твёрдости даже алмазы, а также получает способность управлять электричеством и генерировать огромные потоки энергии. Вслед за метаморфозами, жизнь Виктора начинает трещать по швам: провал исследований космических лучей обесценивает акции компании, вследствие чего следует вынесение советом инвесторов вотума недоверия, а с ним и угроза банкротства, а также сближение Сью и Рида. Считая Четвёрку виновниками своего разорения, Дум пытается убить их всех. Узнав о создании Ридом машины по генерации космических лучей, которая работает некорректно из-за нехватки энергии, Виктор, успевший вбить клин между ставшим Существом Беном Грином и Ридом, использует устройство на первом, одновременно испытывая свои способности и лишая Четвёрку единственного, кто может сражаться с ним на равных. Это уродует его лицо и тело, и Виктор, провозгласивший себя «Доктором Думом», начинает носить стальную маску, что была подарком от его земляков из Латверии, и зелёный плащ с капюшоном. Тем не менее, во время финального сражения с Фантастической четвёркой Человек-факел расплавляет металлическое покрытие Доктора Дума, а Существо обливает его водой из пожарного гидранта, вследствие чего тот превращается в неподвижную статую. Впоследствии его перевозят на родину, в Латверию, на грузовом корабле.
- В фильме «Фантастическая четвёрка: Вторжение Серебряного сёрфера» 2007 года, продолжении фильма 2005 года, Доктор Дум, к роли которого вернулся Макмэхон[3], «возвращается к жизни» благодаря пролетевшему над его замком космическому существу, известному как Серебряный Сёрфер, после чего приспешнику Думу удаётся высвободить его из брони, ставшей для него тюрьмой. Вычислив алгоритм передвижения пришельца, Дум обнаруживает Сёрфера в Гренландии и пытается заключить с ним союз. Возмущённый отказом Дум стреляет в Сёрфера электричеством, получив в ответ заряд космической энергий, что излечивает Дума от мутации и возвращает первоначальный облик, при этом сохранив способность управлять электричеством. Виктор начинает сотрудничать с правительством США и Фантастической четвёркой, пообещав содействие в поимке Сёрфера в обмен на изучение его доски. После успешной нейтрализации Серебряного Сёрфера, Дум получает обещанную награду. Ему удаётся овладеть невиданной мощью, захватив средство передвижения герольда Галактуса, напоминающее доску для сёрфинга. Прежде чем встать на доску, чтобы обрести способности Сёрфера, Дум надевает обновлённую броню и маску. В решающем сражении Фантастической четвёрке в лице Джонни Шторма, который позаимствовал силы всех своих товарищей, удаётся победить злодея, сбросив его с доски в море. Из-за тяжести своего костюма Виктор уходит на дно в сполохах электроэнергии.

Дум в исполнении Тоби Кеббелла в фильме «Фантастическая четверка» (2015)

- В фильме-перезапуске «Фантастическая четвёрка» 2015 года, Виктора фон Дума сыграл британский актёр Тоби Кеббелл[4]. По первоначальной задумке персонаж был известен под именем Виктор Домашёв, который являлся русским хакером, использующим в сети ник «Дум»[5][6]. В фильме Виктор фон Дум представлен как сотрудник Фонда Бакстера и протеже доктора Франклина Шторма, ставший затворником из-за неизвестного происшествия. Фон Дум получает приглашение присоединиться к совместной работе над устройством, позволяющим переместиться в параллельное измерение, которое было открыто молодым гением Ридом Ричардсом. Узнав, что Сьюзан, к которой Дум испытывает безответные чувства, также будет привлечена к работе, Виктор соглашается. В ночь после завершения устройства Виктор, Рид и Джонни Шторм отмечают окончание работы, посчитав несправедливым, что на их месте в экспедицию отправятся люди из NASA. Вик подталкивает товарищей стать первыми людьми, покорившими новое измерение, после чего все трое, прихватив с собой друга Рида по имени Бен Гримм, отправляются в экспедицию. В новом измерении исследователи находят необычную материю, после контакта с которой возникает энергетическая буря. При попытке добраться до капсул телепорта фон Дум оказывается поражён таинственной материей, его скафандр повреждается, а сам Виктор падает в извергающееся жерло. Через год Рид с командой под контролем военных собирает улучшенную модель телепорта и команда подготовленных людей перемещается на «Планету 0», где обнаруживает выжившего Виктора. Исследования на военной базе показывают, что скафандр Виктора из-за воздействия материи сросся с его телом, а сам он приобрёл свои «магические» способности. Заявив о своём намерении оградить свой новый мир от чужаков, Виктор, провозгласив себя «Думом», убивает военных и учёных, включая Франклина Шторма, и перемещается обратно на Планету 0, открывая поглощающую Землю червоточину. Рид, Сьюзан, Джонни и Бен следует за ним в другой мир, где, объединив усилия и действуя как одна команда, бросают его в уничтожающее энергетическое поле.
- Во время San Diego Comic-Con International 2017 Ной Хоули рассказал о разработке сольного фильма о Докторе Думе[7]. Актёр Дэн Стивенс подтвердил своё участие в проекте[8]. В июне 2018 года Хоули заявил, что сценарий фильма почти закончен, но существует «небольшая неопределённость» в его судьбе: из-за занятости режиссёра в работе над другим фильмом «Люси в небесах», а также планов Disney приобрести Fox[9]. В марте 2019 года Хоули выразил сомнение касательно дальнейшей работы над проектом, поскольку тот официально не получил «зелёный свет», однако упомянул встречу с Кевином Файги, на которой они обсуждали планы на фильм[10]. В августе 2019 года Хоули заявил в интервью для Deadline, что больше не работает над фильмом[11].
- В фильме «Фантастическая четвёрка: Первые шаги», являющегося частью медиафраншизы «Кинематографическая вселенная Marvel» Дум в исполнении Роберта Дауни-младшего появляется в сцене после титров[12].
- Дауни повторит роль Дума в предстоящих фильмах «Мстители: Судный день» и «Мстители: Секретные войны»[13].

### Анимационное
Пол Добсон озвучил Доктора Дума в анимационном фильме «Супергерои Marvel в 4D».

## Подкаст
Дилан Бейкер озвучил версию Доктора Дума из комикса Old Man Logan в подкасте Marvel’s Wastelanders: Old Man Star-Lord.

## Видеоигры
- Первое появление Доктора Дума в видеоиграх состоялось в The Amazing Spider-Man and Captain America in Dr. Doom’s Revenge!, вышедшей в 1989 году.
- Доктор Дум появляется как один из главных антагонистов в аркаде Spider-Man: The Video Game, вышедшей в 1991 году. В этой игре Человек-паук и его союзники должны забрать мистический артефакт сначала у Кингпина, а затем у Доктора Дума.
- Доктор Дум — игровой персонаж в большинстве игр, созданных Capcom.
  - Доктор Дум является боссом игры Marvel Super Heroes 1995 года, где его озвучил Лорн Кеннеди. Он становится играбелен после полного прохождения игры и ввода пароля.
  - Доктор Дум является боссом игры Marvel Super Heroes: War of the Gems для Super NES. Сначала он предстаёт как босс в Латверии, а затем возвращается в поясах астероидов в качестве мини-босса.
  - Доктор Дум, вновь озвученный Лорном Кеннеди, является играбельным персонажем в Marvel vs. Capcom 2: New Age of Heroes.
  - Доктор Дум является играбельным персонажем в Marvel vs. Capcom 3: Fate of Two Worlds, где Пол Добсон повторил свою роль со времён мультсериала «Фантастическая четвёрка: Величайшие герои мира». Он выступает в качестве одного из ключевых персонажей игры, заключая союз с Альбертом Вескером из Resident Evil. Также он появляется в дополнении игры, Ultimate Marvel vs. Capcom 3.
- В beat ’em up Fantastic Four 1997 года от Acclaim Entertainment, Дум разрабатывает устройство, которое переносит Фантастическую четвёрку и Женщину-Халк в различные места по всей планете, чтобы сражаться с монстрами и суперзлодеями. Мистер Фантастик собирает машину времени, которая позволяет ему отправить команду в логово Дума для финальной битвы. Фантастическая четвёрка побеждает его, после чего замок Дума разрушается.
- Доктор Дум является одним из боссов игр, основанных на дилогии Тима Стори:
  - В beat ’em up Fantastic Four 2005 года от Activision , Доктор Дум озвученный Джулианом Макмехоном[1], предстаёт как финальный босс игры, где его роль из фильма была расширена. Как и в фильме, Виктор фон Дум спонсирует и присоединяется к космической экспедиции, которая наделяет Фантастическую четвёрку их суперспособностями. Виктор также подвергается воздействию космических лучей, в результате чего его тело начинает медленно покрываться металлом, тогда как сам Дум приобретает способность управлять электричеством. Движимый жаждой мести Виктор направляет Думботов атаковать Фантастическую четвёрку на Таймс-сквер. Впоследствии он проникает в Здание Бакстера, где крадёт силы Существа при помощи камеры трансформации Рида, и побеждает трёх других членов Фантастической четвёрки. Тем не менее, Существо восстанавливает свои силы, вновь войдя в комнату трансформации, и спасает своих друзей, вступив в конфронтацию с Думом. Затем Фантастическая четвёрка объединяет усилия и побеждает Доктора Дума, заморозив его. Джим Мескимен озвучивает Дума на бонусных разблокируемых уровнях, где Фантастическая четвёрка не позволяет ему запустить ракету[1].
  - Гидеон Эмери озвучил Доктора Дума в Fantastic Four: Rise of the Silver Surfer 2007 года от 2K[1]. Он играет большую роль в игре, чем в фильме, поскольку после обретения силы Серебряного Сёрфера, он намеревается использовать их для противостояния с Галактусом и спасения Земли, чтобы впоследствии завоевать планету самому. В отличие от фильма, он строит специальное устройство, чтобы лишить Галактуса большей части его космической силы в личных целях, однако Фантастическая четвёрка использует его машину против него самого.
- Доктор Дум является эксклюзивным игровым персонажем в PSP-версии игры Marvel Nemesis: Rise of the Imperfects 2005 года от Electronic Arts.
- В специальном издании Ultimate Spider-Man игроку доступен арт, где Жук передаёт образец ДНК Песочного человека Доктору Думу.

Доктор Дум в игре Marvel: Ultimate Alliance 3 (2019)

- Доктор Дум появляется в игровой серии Marvel: Ultimate Alliance:
  - Доктор Дум — главный антагонист и финальный босс ролевой игры в жанре «экшн» Marvel: Ultimate Alliance 2006 года от Activision, где его озвучил Клайв Ревилл[1]. По сюжету игры Дум возглавляет Повелителей Зла и успешно крадёт силу Одина, с помощью которой завоёвывает Землю. Оставшимся героям в конце концов удаётся освободить Одина и ослабить Доктора Дума, которого поражает молния, посланная омоложённым Одином, не оставив после Виктора ничего, кроме его маски. Затем Один использует свои силы, чтобы восстановить Землю, исправив ущерб, нанесённый Думом. Доктор Дум был эксклюзивным игровым персонажем в версиях игры для Xbox 360, доступным только в DLC. Позже он был включён в Remastered Editions. В случае игры за Дума в специальном диалоге уточняется, что Дум, которым управляет игрок, — это Доктор Дум из настоящего, а злой Дум родом из будущего. У игрового Дума есть особый диалог с Зимним солдатом и Радиоактивный человек, а также специальный диалог с Имиром.
  - Статую Доктора Дума и информативное досье о нём можно найти на уровне Латверии в сиквеле Marvel: Ultimate Alliance 2 2009 года. Кроме того, он упоминается другими персонажами игры, в частности Тором, который объясняет, что Один по-прежнему наказывает Дума и Локи за их преступления во время событий предыдущей игры.
  - Доктор Дум возвращается в Marvel Ultimate Alliance 3: The Black Order 2019 года, в качестве играбельного антагониста сюжетной линии DLC Shadow of Doom, где его озвучил Морис Ламарш[1]. Дум — пятый игровой персонаж DLC про Фантастическую четвёрку[17]. После завершения войны героев против Таноса, Дум нападает на Ваканду, чтобы украсть Камень Души и перенести героев в Негативную Зону, где на них нападает армия Аннигилуса, от которой их спасает Фантастическая четвёрка. Дум использует Камень Души, чтобы превратиться в Бога-Императора[18], забрав души своего народа и пробудив одного из Целестиалов. Потерпев поражение от героев Дум, в конечном итоге, встаёт на их сторону, чтобы остановить большую угрозу в лице сына Таноса Тана.
- Доктор Дум появляется в beat ’em up Marvel Super Hero Squad 2009 года от THQ, где его, как и в одноимённом мультсериале, озвучил Чарли Эдлер[1].
- Доктор Дум появляется в виртуальном пинболле Fantastic Four для Pinball FX 2[19].
- Доктор Дум появляется в beat ’em up Marvel Super Hero Squad: The Infinity Gauntlet 2010, вновь озвученный Эдлером[1].
- Доктор Дум появляется в качестве антагониста игры Marvel Super Hero Squad Online 2011 года, вновь озвученный Эдлером[1]. Кроме того, он доступен в качестве играбельного персонажа в своей классической одежде и костюме Фонда Будущего.
- Доктор Дум появляется в видеоигре Marvel Super Hero Squad: Comic Combat 2011 года, вновь озвученный Эдлером[1].
- Доктор Дум является играбельным персонажем в Marvel: Avengers Alliance 2012 года для Facebook. Сначала появлялся как босс, однако затем стал доступен для игры.
- Доктор Дум появляется в файтинге 2012 года Marvel Avengers: Battle for Earth, озвученный Фредом Таташором[1].
- Скин Доктора Дума доступен в рамках загружаемого контента «Marvel Costume Kit 6» в LittleBigPlanet[20].
- Доктор Дум, озвученный Лексом Лэнгом[1], представлен как один из боссов и игровых персонажей в MMORPG Marvel Heroes 2013 года. Тем не менее, по юридическим причинам его костюм из Фонда Будущего был удалён из игры в 2017 году[21].
- Доктор Дум является одним из боссов и игровых персонажей в Lego Marvel Super Heroes 2013 года, вновь озвученный Таташором[1][22]. По сюжету игры он нападает на Серебряного Сёрфера, разбивая его доску на несколько «Космических кирпичей». Затем он нанимает различных злодеев, чтобы они добыли для него кирпичи, что позволят ему и Локи построить «Роковой Луч Судьбы», чтобы победить Галактуса, который приближается к Земле, а затем захватить мир. Тем не менее, после того, как герои победили Дума, который на тот момент находился под контролем Локи, на борту астероида М, Локи заявляет, что он обманом заставил Дума построить летающую капсулу, что позволит ему управлять разумом Галактуса и уничтожить Землю и Асгард. После этого Дум неохотно объединяет силы с героями для борьбы с новой угрозой, в конечном итоге побеждая Локи и Галактуса и отправляя их через портал в неизвестном направлении в космосе. Затем герои дают Думу и другим злодеям, которые помогли спасти Землю, фору, чтобы избежать пленения.
- Доктор Дум — открываемый персонаж в Avengers Alliance Tactics.
- Доктор Дум является игровым персонажем в Marvel: Future Fight 2015 года для платформ iOS и Android[23].
- Доктор Дум является игровым персонажем в Marvel: Contest of Champions 2014 года.
- Доктор Дум появляется в боевом пропуске 4 сезона 2 главы в игре Fortnite: Battle Royale 2018 года[24]. В 2024 году Дум получает собственный сезон в Fortnite
- Доктор Дум появляется в сцене после титров игры Marvel’s Midnight Suns (2022)[25], где его озвучил Грэм Мактавиш[1].

## Живое выступление
Доктор Дум появляется в адаптации свадьбы Человека-паука и Мэри Джейн Уотсон, состоявшейся на стадионе Ши в 1987 году.